# Zygmunt Augustyński
Zygmunt Franciszek Augustyński, ps. lit. „Narożny” (ur. 4 października 1890 w Odporyszowie, zm. 26 sierpnia 1959 w Warszawie) – polski prawnik, dziennikarz, polityk, działacz Polskiego Państwa Podziemnego, redaktor naczelny „Expresu Porannego” i „Gazety Ludowej”, więzień okresu stalinowskiego.

## Życiorys
Był najmłodszym dzieckiem Wojciecha Augustyńskiego i Elżbiety z domu Pytka. Uczęszczał do Gimnazjum im. Kazimierza Brodzińskiego w Tarnowie, z którego w 1905 został wydalony wraz z grupą kolegów z powodu związków z ruchem „promienistych”. Dzięki pomocy starszych braci przeniósł się do Krakowa i kontynuował naukę w III Gimnazjum im. Jana III Sobieskiego, gdzie w 1908 ukończył VIII klasę i zdał egzamin dojrzałości. Z początkiem 1907, jako niespełna siedemnastoletni gimnazjalista rozpoczął pracę w redakcji „Przyjaciela Ludu”, która mieściła się przy ul. Szewskiej 11 w Krakowie. Właścicielem i redaktorem pisma, organu ówczesnego Polskiego Stronnictwa Ludowego był jeden z galicyjskich liderów ludowych – Jan Stapiński. Zygmunt Augustyński początkowo zajmował się przeglądaniem korespondencji i uczył się korekty, aby z czasem zyskać decydujący wpływ na dział „Odpowiedzi Redakcji”. W 1908 przeszedł do pracy w redakcji „Gazety Powszechnej”, dziennika ludowego, w którym był zatrudniony w charakterze sprawozdawcy miejskiego. Współpracował również z „Głosem Narodu”, pismem adresowanym głównie do sfer mieszczańskich.
Gdy w 1907 Jan Stapiński zdobył mandat do austriackiej Rady Państwa zabrał go do Wiednia, obsadzając na stanowisku sekretarza posła i klubu poselskiego PSL. Istotnie zaważyło to na dalszej karierze młodego dziennikarza. Z Wiednia przesyłał korespondencje do wydawanego w Krakowie od końca 1910 „Ilustrowanego Kuriera Codziennego” (IKC) z informacjami o życiu parlamentarnym monarchii naddunajskiej. W tym czasie podjął studia prawnicze w Uniwersytecie Wiedeńskim, w toku których złożył egzamin prawniczy, tzw. historyczny. W 1912 wyjechał do Berlina, gdzie kontynuował studia prawnicze w Uniwersytecie Fryderyka Wielkiego, skąd przesyłał korespondencje dla krakowskiego IKC-a. Podczas pobytu w stolicy Cesarstwa Niemiec spotkał Wojciecha Korfantego – wybitnego przywódcę polskiej chadecji. W 1913 wyjechał do Lwowa, gdzie przebywał do wybuchu wojny, kontynuując studia prawnicze na Uniwersytecie Lwowskim. W tym czasie pracował jako sprawozdawca „IKC-a” z Sejmu Krajowego Galicji, był również zatrudniony w „Dzienniku Polskim”, piśmie codziennym wydawanym we Lwowie od końca lat 60. XIX w.
Po wybuchu I wojny światowej został zmobilizowany i powołany do 57. pułku piechoty austriackiej. Z powodów zdrowotnych (zwężenie aorty) został przydzielony do 1. pułku piechoty batalionu majora Tadeusza Furgalskiego „Wyrwy”, wchodzącego w skład Legionów Polskich tworzonych w Galicji już w pierwszych tygodniach wojny. Pułkiem, należącym do Legionu Zachodniego dowodził początkowo Józef Piłsudski. Następnie został skierowany do Wojskowego Biura Prasowego z siedzibą w Piotrkowie Trybunalskim, którym kierował Stanisław Kot, znajomy z ruchu „promienistych”. Tam poznał miłość swojego życia, Eugenię Bartenbach, z którą w lutym 1917 zawarł związek małżeński. W okresie od kwietnia do sierpnia 1916 brał udział w walkach toczonych przez pułk nad Styrem i Stochodem. Dokumentował życie pułku, będąc jego kronikarzem, ponadto przesyłał informacje na temat działalności legionowej dla krakowskiego „IKC”. Legionowe boje zakończył w stopniu sierżanta. Został odznaczony Krzyżem Walecznych oraz Krzyżem Pamiątkowym 6. pułku piechoty Legionów Polskich. Jako 27-latek, dysponujący jak na młody wiek imponującym warsztatem dziennikarskim postanowił osiąść w Warszawie i poświęcić się pracy redakcyjnej, która była jego pasją i powołaniem.

### Tradycje rodzinne
Ojciec Zygmunta Augustyńskiego, Wojciech był powstańcem styczniowym, wójtem gminy i promotorem oświaty w Odporyszowie. Spośród braci Stanisław Augustyński należał do PSL „Piast” w Sanoku, w 1930 z ramienia BBWR uzyskał mandat posła Sejmu RP III kadencji, Jan Augustyński był profesorem gimnazjalnym, dyrektorem „Gimnazjum Polskiego” i działaczem polonijnym w Gdańsku, Władysław Augustyński był sędzią Sądu Okręgowego w Katowicach, następnie adwokatem. Ich kuzyn, Marcin Augustyński z Otfinowa był działaczem ludowym, znanym na Powiślu Dąbrowskim mentorem politycznym Jakuba Bojki, opiekunem małego Henryka Sucharskiego, późniejszego majora, dowódcy obrony Westerplatte. W Pawich piórach Leona Kruczkowskiego wciela się w postać Michała Augustyna, który skutecznie zabiega o wybór Jakuba Bojki do Sejmu Krajowego we Lwowie. Pośród działaczy ludowych, odwiedzających jego dom w Otwinowie, częstym gościem był Wincenty Witos, z którym Zygmunt Augustyński stykał się od dzieciństwa.

## Działalność publiczna
Od 1919 z dużym sukcesem redagował i wydawał we własnej drukarni „Gazetę Poniedziałkową”, która w tamtym czasie jako jedyna ukazywała się w poniedziałek. W 1925 został zaangażowany przez Henryka Butkiewicza do Domu Prasy, zwanego Prasą Czerwoną (od koloru winiety tytułowej), założonego przez spółdzielnię dziennikarzy w Warszawie w 1922. Został redaktorem naczelnym „Expresu Porannego”. Miał także znaczący wpływ na „Kurier Czerwony”. Był twórcą nowoczesnej gazety codziennej z krótką informacją polityczną, podaną w atrakcyjnej formie. W 1931 odszedł z „Ekspresu Porannego” ponieważ Dom Prasy coraz bardziej wiązał się z Sanacją, przez co wymagano wypowiadania się zgodnego z linią polityczną pism. Po nieudanych próbach wydawania własnej gazety codziennej „Rekordu Porannego”, od 1932 prowadził dziennikarską agencję informacyjną „Press” zamkniętą w 1937 bez wyroku sądowego przez władze sanacyjne za zamieszczanie informacji nt. aktów wrogości podejmowanych przez Niemców w stosunku do Polaków w Wolnym Mieście Gdańsku. Początkowo nie mógł znaleźć zatrudnienia jako ktoś źle widziany, następnie publikował w „Gazecie Handlowej”. Przyjął ofertę Centralnego Związku Polskiego Przemysłu, Górnictwa, Handlu i Finansów, zwanego popularnie Lewiatanem objęcia posady zastępcy redaktora naczelnego i kierownika działu polityki wewnętrznej „Kuriera Polskiego”. Wchodził w skład władz Syndykatu Warszawskiego. Był współzałożycielem i aktywnym działaczem Stowarzyszenia Dziennikarzy Polskich i Klubu Sprawozdawców Sejmowych.
W okresie międzywojennym ze Stefanem Jaraczem, Stanisławem Młodożeńcem i Janem Szczawiejem popularyzowali kulturę i oświatę wśród mieszkańców wsi, organizując dla nich poranki niedzielne. Posiadał również szerokie kontakty wśród kierownictwa PSL, w tym osobistą relację z Wincentym Witosem, jednak nigdy nie był członkiem żadnej partii.

### Polityk
Podczas okupacji niemieckiej działał konspiracyjnie jako członek Komisji Opiniodawczej w Departamencie Informacji i Propagandy przy Delegaturze Rządu na Kraj oraz oficjalnie w Radzie Głównej Opiekuńczej (RGO), ratując ludzi i cenne dzieła kultury. Zajmował się kompletowaniem apteczek i lekarstw na wypadek narodowego zrywu. W Armii Krajowej służyło jego troje dzieci, w powstaniu stracił syna Jędrzeja, który jako podporucznik kompanii harcerskiej batalionu „Gustaw” poległ z żoną Janiną z d. Zielewicz 13 sierpnia 1944 od wybuchu czołgu-pułapki na ul. Kilińskiego na Starym Mieście w Warszawie. W listopadzie 1944 opuścił Warszawę i przeniósł się do Ożarowa, gdzie nadal działał w RGO, zajmując się przygotowywaniem ewakuacji profesorów spod Warszawy na Podhale i pomocą różnym grupom społecznym pozbawionym dachu nad głową i środków do życia. Wiosną 1945 powrócił do Warszawy i pracował społecznie w Międzynarodowym Czerwonym Krzyżu, będąc członkiem delegacji, która dokonywała przeglądu i bilansu zniszczeń stolicy. Z działalności warszawskiej RGO opracował sprawozdanie, z którym udał się do abp. Adama Stefana Sapiehy w Krakowie. 1 sierpnia 1946 w „Gazecie Ludowej” ukazał się 16-stronicowy dodatek poświęcony powstaniu, następnie przez cały sierpień i wrzesień publikowano zbiorowe nekrologii z nazwami formacji wojskowych Armii Krajowej, co wprawiało władze komunistyczne w rozdrażnienie. Wskutek osobistych zabiegów u ministra Władysława Kiernika oraz w kierownictwie MON Komitet Ekshumacyjno-Pogrzebowy batalionu „Gustaw”, 8 października 1946 otrzymał działkę na cmentarzu wojskowym na Powązkach z przeznaczeniem na kwaterę wojenną B-24 (tj. 6 rzędów po 15 miejsc).

### Redaktor naczelny „Gazety Ludowej”
We wrześniu 1945 władze PSL powierzyły mu utworzenie „Gazety Ludowej”, przekazując na jego ręce pisemne zlecenie zorganizowania pisma codziennego. W tym celu wystarał się u premiera Edwarda Osóbki-Morawskiego o wydanie decyzji na przydział drukarni gazetowej i papieru rotacyjnego. Pierwszy numer „Gazety” ukazał się 4 listopada 1945 w żałobnej szacie z obszernym artykułem redaktora naczelnego na pierwszej stronie. Był w całości poświęconym zmarłemu kilka dni wcześniej Wincentemu Witosowi. Dziesięć pierwszych egzemplarzy wydrukowano złotą czcionką. Ponad dekadę później Zygmunt Augustyński napisze:

Dziennikarstwo było moją pasją, a polityka - żywiołem. Nie mogłem i nie chciałem stać na uboczu wtedy, gdy miała się stoczyć walka o przyszły kształt Polski.

Był inicjatorem zaopatrzenia gazety w podtytuł: „pismo codzienne dla wszystkich” dla podkreślenia szerokiego spektrum czytelników na wsi i w mieście, bez względu na stan i pochodzenie. Ostatecznie „Gazeta Ludowa” stała się jedynym niezależnym dziennikiem w powojennej Polsce. W obliczu krytyki o brak przynależności do PSL Augustyński wyjaśniał, że zawód dziennikarza jest szczególną profesją i wymaga osobistej niezależności i odwagi. Publikując teksty, głównie o charakterze politycznym, zamieszczane niemalże codziennie na pierwszych stronach dziennika znalazł się w samym centrum walki o demokrację, praworządność i przyszłość Polski. Należał do nielicznego grona dziennikarzy, którzy nie wahali się poruszać najbardziej drażliwych tematów. Jego kontrowersyjne artykuły, wystawiające go na otwartą konfrontację z władzą oraz jej organami prasowymi były poddawane permanentnej ingerencji cenzury. Swoje teksty podpisywał znakiem równości w nawiasie (=), „Narożny” oraz „n.y.”, z czasem niektórych artykułów nie podpisywał już wcale.

#### Opinie współpracowników
Współpracownicy uważali go za bardzo zdolnego dziennikarza. Dysponował ostrym, wyrafinowanym stylem. W opowieściach Witolda Giełżyńskiego i Władysława Bartoszewskiego prezentował się jako człowiek „energiczny, żywy, bystry, niezależny, odporny na ciosy, doskonale kierujący redakcją, a przy tym wesoły, lubiący anegdoty”. Panowało przekonanie, że im więcej problemów spadało na „Gazetę Ludową”, tym częściej Augustyński dowcipkował. Stefan Korboński wspomina go jako „najbardziej pogodnego człowieka na świece jakiego spotkał”. Dla młodych dziennikarzy stanowił nie tylko wzór sztuki publicystycznej i kunsztu pisarstwa, ale także odwagi, zdolności do przeciwstawienia się obłudzie, zakłamaniu i prowadzeniu prostackich gier politycznych. Z upodobaniem i zaciekłością tropił i demaskował ukryte zamysły, umacniającej się komunistycznej władzy. Kiedy np. w 1946 powołano w Polsce ORMO w celu niszczenia politycznych przeciwników, na łamach „Gazety” przeprowadził miażdżącą krytykę. „Gazeta” była dosłownie „rozchwytywana”, za pismo płacono nawet 20-krotnie więcej, niż wynosiła jego nominalna cena. Podobno kazał je sobie czytać sam Józef Stalin.

### Ofiara komunistycznych represji
Represje ze strony aparatu władzy przybierały na sile z każdym miesiącem. Zygmunt Augustyński parokrotnie był natrętnie nagabywany przez tajemniczego osobnika, który podczas ostatniego spotkania dał mu do zrozumienia, że może go aresztować. Praca w „Gazecie” była z jednej strony ukoronowaniem jego dziennikarskiej kariery, gdyż uczyniła go jednym z liderów polskiej opozycji antykomunistycznej, z drugiej natomiast, z powodu represji jakie przeciwko niemu uruchomiono doprowadziła do zniszczenia jego życia i kariery oraz całej jego rodziny. Według Lilli Barbary Paszkiewicz, autorki monografii poświęconej „Gazecie Ludowej”, bezpieka wykorzystała do prowokacji swojego agenta Stanisława Kotera. Z kolei prof. Kazimierz Przybysz, biograf Zygmunta Augustyńskiego, z braku dowodów zachowuje powściągliwość w formułowaniu tak jednoznacznych sądów, aczkolwiek zaznacza, że według agenta o pseudonimie „Góra” zarówno Stanisław Koter, jak i Kazimierz Banach byli podejrzewani o współpracę z UB. Sam Zygmunt Augustyński, relacjonując spotkanie z Koterem, do którego doszło wiosną 1946 w Warszawie, wyraża poważne wątpliwości dotyczące jego osoby, roli jaką odgrywał w PSL oraz środowiska, któremu służył. Właśnie Stanisław Koter przekazał Augustyńskiemu materiały dotyczące m.in. dostaw broni dla UB oraz działań operacyjnych bezpieki, które zarekwirowano podczas przeszukania w jego gabinecie w „Gazecie Ludowej”.
W następstwie prowokacji, Zygmunt Augustyński otrzymał wezwanie do Ministerstwa Bezpieczeństwa Publicznego na 15 października 1946. Po wielogodzinnym przesłuchaniu został zwolniony i zobowiązany do powtórnego stawienia się następnego dnia. Krótko przed północą, z ul. Koszykowej udał się do domu wicepremiera Stanisława Mikołajczyka. Przewidując, że wkrótce zostanie aresztowany, poprosił go o „opiekę nad rodziną i pamięć o sobie”. Otrzymał takie zapewnienie. Mikołajczyk w obliczu grożącego mu aresztowania i prawdopodobnej kary śmierci rok później potajemnie opuścił Polskę.

#### Aresztowanie, proces, więzienie

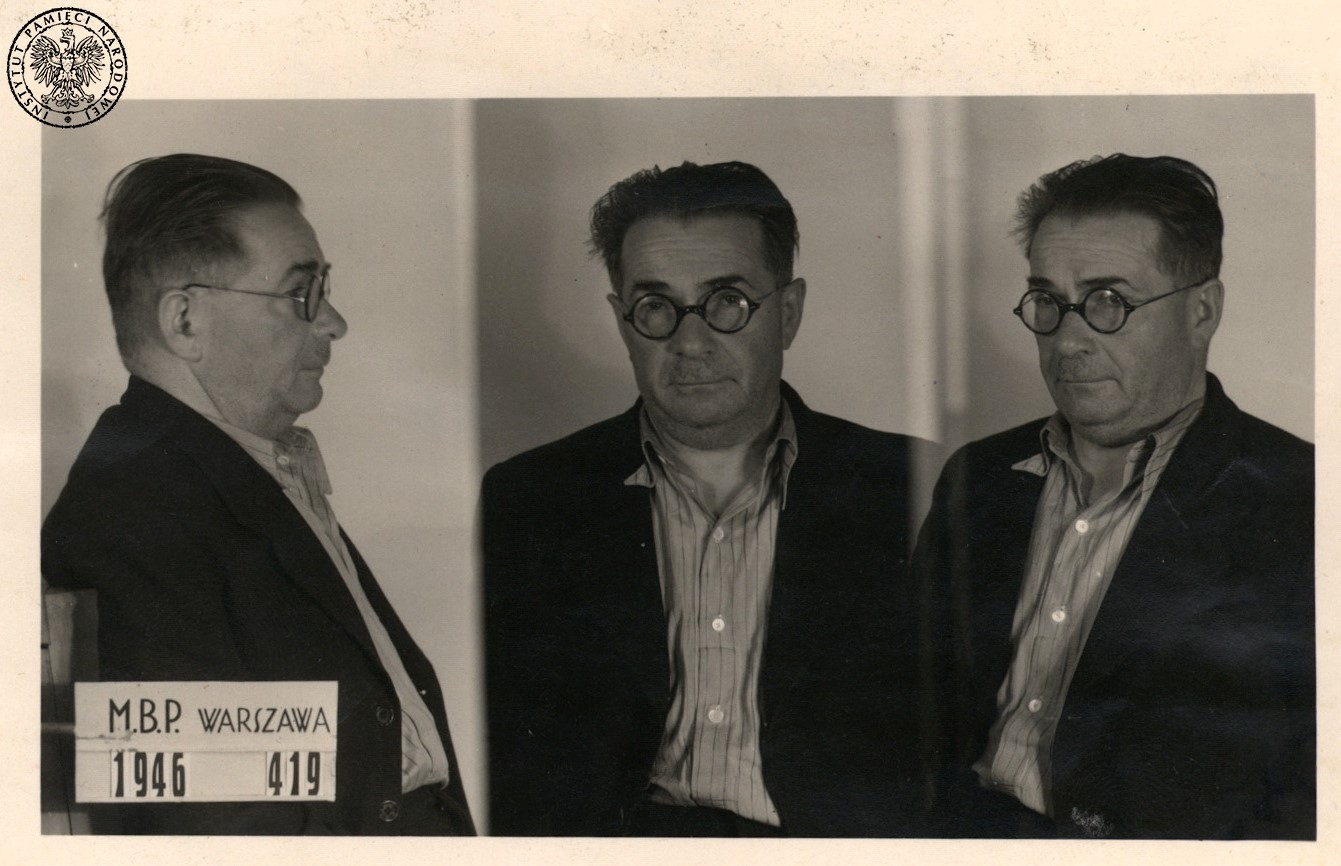
Zygmunt Augustyński tuż po aresztowaniu przez MBP

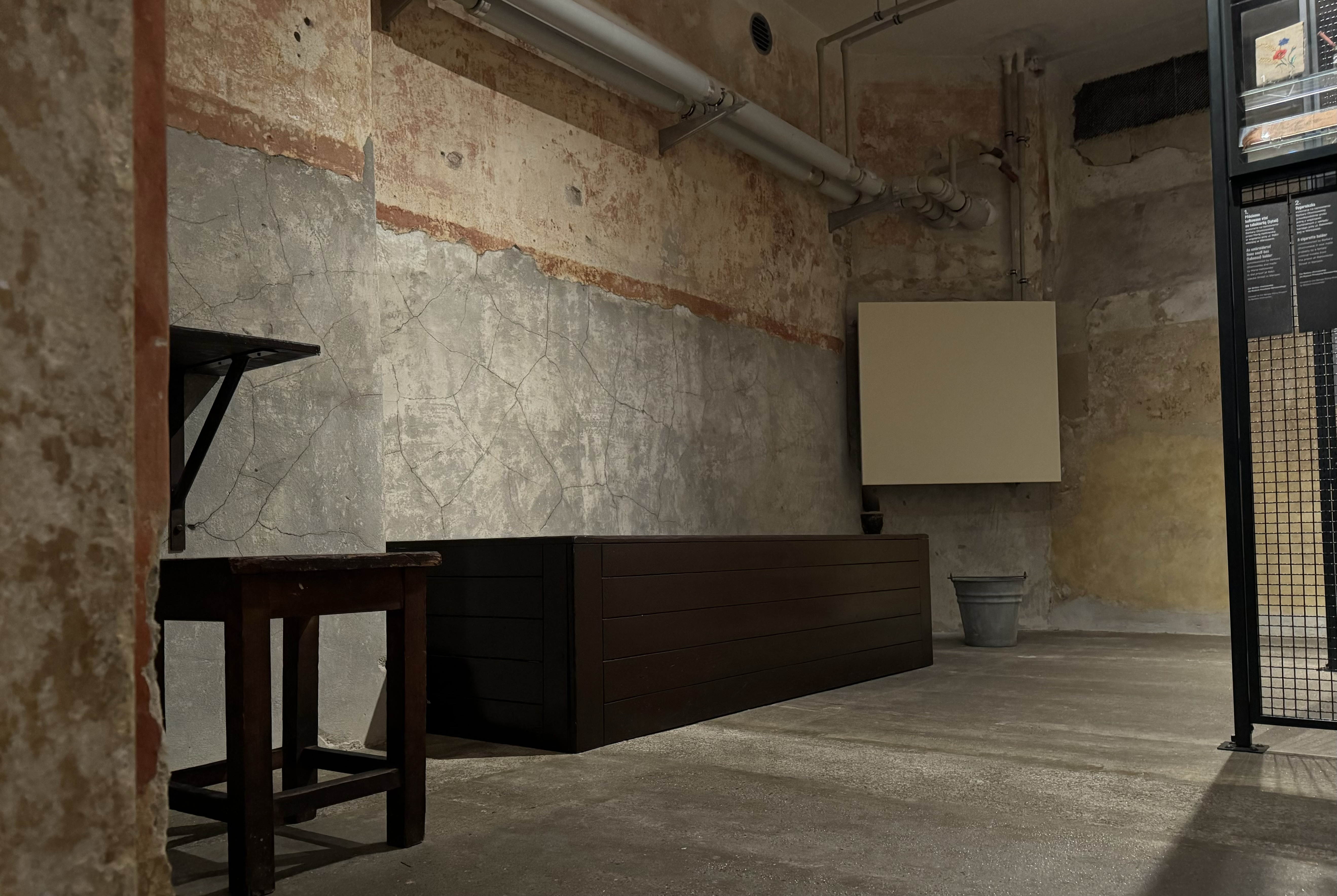
Cela w piwnicach Ministerstwa Bezpieczeństwa Publicznego (widok współczesny)

16 października 1946 Zygmunt Augustyński ponownie stawił się w MBP przy ul. Koszykowej, wywołując tym niemałe zdziwienie. Po wielogodzinnych rutynowych rozpytywaniach znalazł się w gabinecie Julii Brystigerowej. Odrzucił jej propozycję podpisania zobowiązania do współpracy z bezpieką w zamian za uwolnienie, oświadczając:

Takiej ceny za wolność osobistą nie mogę zapłacić. Są rzeczy gorsze od śmierci. Do nich należy hańba.

Został aresztowany, oskarżony o działalność wywiadowczą i osadzony w celi nr 11 w piwnicach MBP przy Alejach Ujazdowskich 11, skąd 8 listopada 1946 nagle wywieziono go do więzienia na Mokotowie przy ul. Rakowieckiej 37 w Warszawie. W procesie rozpoczętym 4 sierpnia 1947 przed Wojskowym Sądem Rejonowym w Warszawie na ławie oskarżonych obok Zygmunta Augustyńskiego zasiedli: ks. Leon Pawlina i Zygmunt Maciejec, funkcjonariusz UBP, któremu zarzucono współpracę z „WiN”. Przewodniczącym składu sędziowskiego był dr Romuald Klimowiecki, oskarżenie popierał zastępca naczelnego prokuratora Stanisław Zarakowski. W pokazowym procesie został skazany na karę 15 lat więzienia, 5 lat pozbawienia praw publicznych, obywatelskich i honorowych oraz przepadek całego mienia. Leon Pawlina otrzymał wyrok 10 lat więzienia, Zygmunt Maciejec został skazany na karę śmierci.
Po pewnym czasie córki red. Augustyńskiego: Maria Cisowska i Jadwiga Latoszyńska dowiedziały się od Henryka Kołodziejskiego, bibliotekarza i archiwisty Sejmu i Senatu z okresu II RP, szarej eminencji przy rządzie Bolesława Bieruta, że dla ich ojca przewidziany był wyrok śmierci. „Złagodzenie” nastąpiło prawdopodobnie wskutek interwencji Witolda Giełżyńskiego u samego Bieruta, który wobec Augustyńskiego miał dług wdzięczności jeszcze sprzed wojny. Według relacji córki, Jadwigi Latoszyńskiej nie ominęła go jednak śmierć cywilna, gdyż wkrótce po aresztowaniu okazało się:

(...) że nie ma go na liście wyborców, nie ma go w ewidencji ludności, nie ma go w książce meldunkowej domu, w którym mieszkał. Z miejsca postarano się o skreślenie go z listy członków Stowarzyszenia Dziennikarzy Polskich. Zatarto po nim wszelkie ślady tak, jakby w ogóle nie istniał.

Karę więzienia odbywał na Mokotowie, a następnie we Wronkach. Przez blisko 5 lat był przetrzymywany w izolatce. Bito go, poniżano, odbierano prawo do odwiedzin oraz otrzymywania korespondencji, paczek, prasy czy książek. W 1951 jego praca „Lata chłopskiej walki” została wycofana z polskich bibliotek oraz objęta cenzurą.
W sierpniu 1946 bratanica Zygmunta Augustyńskiego, Stanisława Augustyńska (zamężna z Julianem Magusiakiem) – córka Marcina i Marii była sekretarką Powiatowego Zarządu PSL w Głubczycach. W tym okresie na polecenie naczelnika Wydziału V WUBP w Katowicach głubczycki PUBP rozpoczął jej inwigilację. W latach 50. XX w. była rozpracowywana przez Wydział II Departamentu V Ministerstwa Bezpieczeństwa Publicznego w Warszawie jako podejrzana o przechowywanie archiwum i sztandaru Powiatowego Zarządu PSL w Głubczycach.

### Ostatnie lata życia

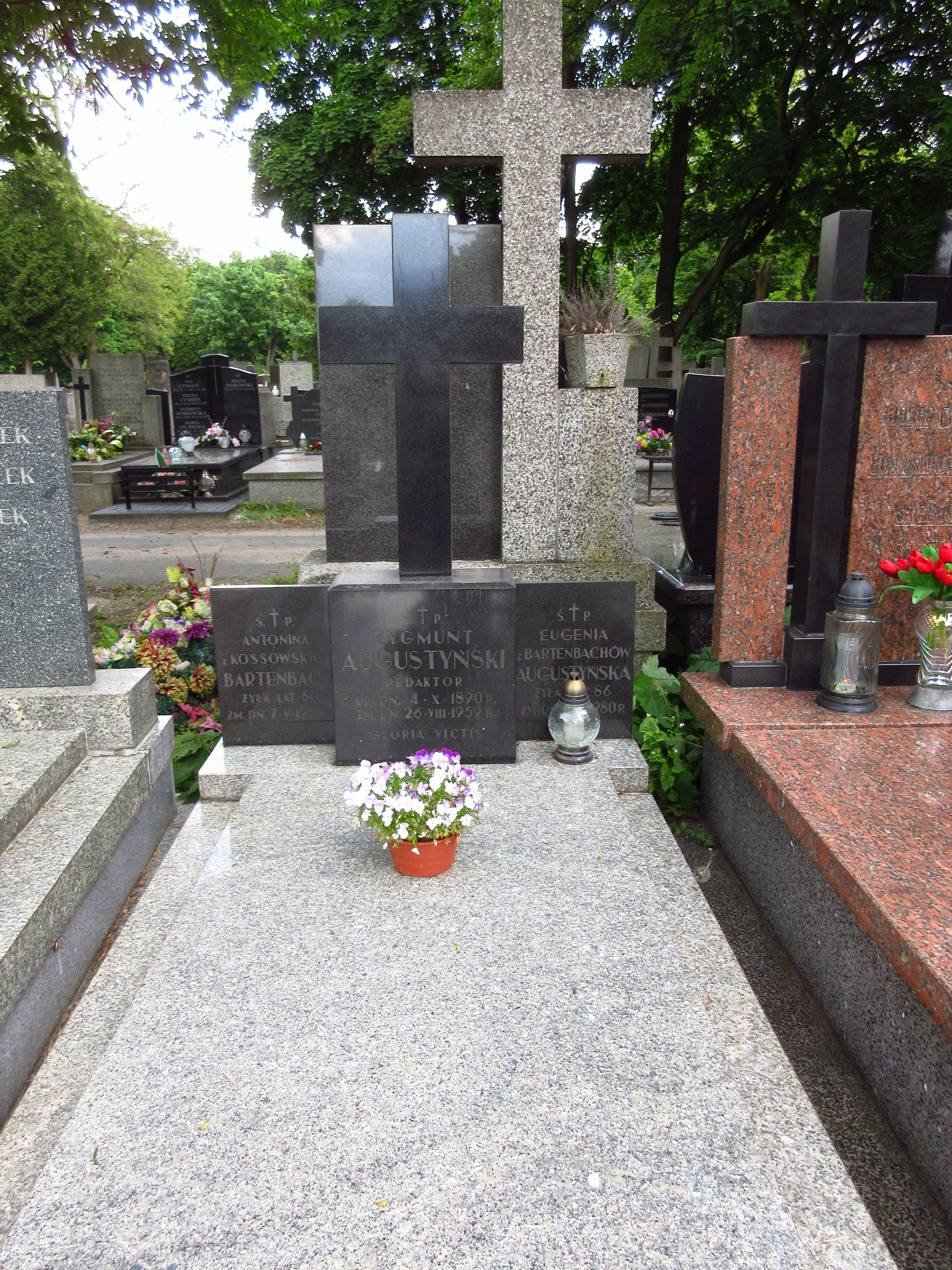
Grób Zygmunta Augustyńskiego na cmentarzu Bródnowskim

Pobyt w więzieniu spowodował na tyle poważne pogorszenie stanu zdrowia Zygmunta Augustyńskiego, że 10 lutego 1955 otrzymał roczną przerwę w odsiadywaniu kary. Do więzienia nie powrócił, gdyż 4 lutego 1956 Rada Państwa darowała mu 5 lat kary, pozostawiając jeden rok i osiem miesięcy w zawieszeniu. Pracował w Wydawnictwie Oświatowym „Wspólna Sprawa”, początkowo jako korektor, a później jako redaktor wydawnictw językowych „Mozaika”. Był także redaktorem prowadzącym Antologii Polskiej Poezji Podziemnej. Za życia został zrehabilitowany w Stowarzyszeniu Dziennikarzy Polskich i przyjęty z powrotem w poczet jego członków. Zmarł 26 sierpnia 1959 w otoczeniu najbliższych, w swoim domu rodzinnym. Został pochowany na cmentarzu Bródnowskim w Warszawie (kwatera 59C-2-5). Na jego grobie córki kazały wyryć napis „Gloria Victis”.

## Rehabilitacja
30 października 1989, Janusz Tarniewski, redaktor naczelny „Dziennika Ludowego” skierował do ministra sprawiedliwości Aleksandra Bentkowskiego wniosek o wszczęcie procesu rehabilitacyjnego Zygmunta Augustyńskiego i dwóch pozostałych skazanych w procesie politycznym z sierpnia 1947, tj. Zygmunta Maciejca i Leona Pawliny, zaznaczając, że:

(...) postać, działalność i twórczość redaktora Zygmunta Augustyńskiego może być wzorem dla wszystkich dziennikarzy i ludzi walczących o dobro społeczne.

Sąd Najwyższy – Izba Wojskowa pod przewodnictwem sędziego SN płk Janusza Godynia, z udziałem Prokuratora Naczelnej Prokuratury Wojskowej, na posiedzeniu w dniu 15 stycznia 1991, po rozpoznaniu sprawy skazanych prawomocnie: Zygmunta Augustyńskiego, Leona Pawliny, Zygmunta Maciejca orzekł zmianę zaskarżonych rewizją nadzwyczajną orzeczeń Wojskowego Sądu Rejonowego w Warszawie z dnia 6 sierpnia 1947 i Najwyższego Sądu Wojskowego z dnia 29 sierpnia 1947 w ten sposób, że skazanych uniewinnił od zarzutu popełnienia przypisanych im tym wyrokiem i postanowieniem przestępstw. W uzasadnieniu wyroku Sąd stwierdzał, że:

(...) to nie działalność skazanych, lecz urzędów bezpieczeństwa, które łamały elementarne zasady praworządności w walce z przeciwnikiem politycznym, przynosiła szkodę Państwu Polskiemu. W tej sytuacji próba przeciwstawienia się tym bezprawnym praktykom – co przecież w tamtejszych czasach wymagało wręcz aktów odwagi, gdyż wiązało się z ogromnym ryzykiem (przykładem tego są również skazani) - zasługiwała na najwyższy szacunek.

## Upamiętnienie
19 lipca 2002 Instytut Pamięci Narodowej – Komisja Ścigania Zbrodni przeciwko Narodowi Polskiemu, w zaświadczeniu nr 384/02, na podstawie posiadanych i dostępnych dokumentów, w odniesieniu do odpowiednich przepisów prawnych uznał Zygmunta Augustyńskiego za pokrzywdzonego. Wspomnienia z okresu działalności w „Gazecie Ludowej” oraz pobytu w areszcie MBP przy ul. Koszykowej ukazały się najpierw w drugim obiegu pt. „Miesiące walki”, a następnie nakładem Fundacji Demos pt. „Dziennikarstwo i polityka” ze wstępem Władysława Bartoszewskiego.

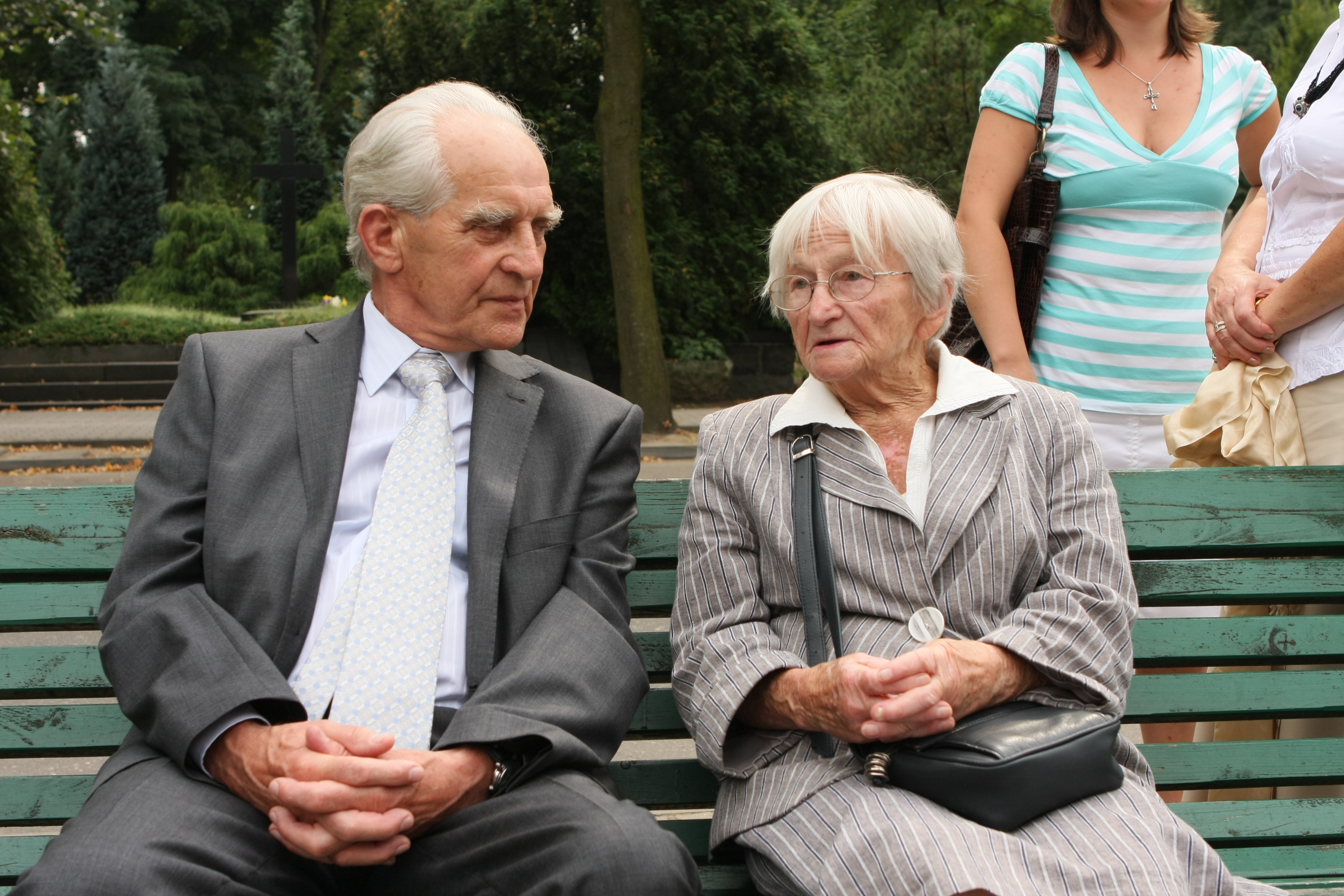
50. rocznica śmierci Zygmunta Augustyńskiego, na zdjęciu: Jadwiga Latoszyńska (córka), Kazimierz Augustyński (bratanek), 26 sierpnia 2009, cmentarz Bródnowski

Z okazji 50. rocznicy śmierci Zygmunta Augustyńskiego, 26 sierpnia 2009 w Muzeum Powstania Warszawskiego, z inicjatywy Andrzeja Augustyńskiego (stryjecznego wnuka) odbyła się uroczysta promocja książki z udziałem Jadwigi Latoszyńskiej (córki), rodziny i przyjaciół, w tym m.in. Władysława Bartoszewskiego, Jana Ołdakowskiego i Jerzego Fedorowicza.

## Odznaczenia
- Krzyż Walecznych
- Złoty Krzyż Zasługi (dwukrotnie)
- Krzyż Niepodległości (1938)[50]
- Order św. Sawy